# Rodmošci
Rodmošci je naselje u slovenskoj Općini Gornjoj Radgoni. Rodmošci se nalazi u pokrajini Štajerskoj i statističkoj regiji Pomurju. 

## Stanovništvo
Prema popisu stanovništva iz 2002. godine naselje je imalo 62 stanovnika.